# Juncus articulatus
Espèce
Statut de conservation UICN

 LC  : Préoccupation mineure
Juncus articulatus, le Jonc à fruits luisants, est une plante herbacée de la famille des Joncacées.

## Liste des sous-espèces, variétés et formes
Selon World Checklist of Selected Plant Families (WCSP) (18 septembre 2014) :
- Juncus articulatus L. (1753)
  - Juncus articulatus subsp. articulatus
  - Juncus articulatus subsp. limosus (Vorosch.) Vorosch. (1985)

Selon Tropicos (18 septembre 2014) (Attention liste brute contenant possiblement des synonymes) :
- Juncus articulatus subsp. radicans G. Mey.
- Juncus articulatus subsp. articulatus
- Juncus articulatus subsp. limosus (Vorosch.) Vorosch.
- Juncus articulatus subsp. macrocephalus (Viv.) K. Richt.
- Juncus articulatus subsp. nigritellus (F.W. Schultz) K. Richt.
- Juncus articulatus subsp. tatewakii (Satake) Vorosch. ex A.K. Skvortsov
- Juncus articulatus var. adscendens (Host) Beck
- Juncus articulatus var. aquaticus (L.) L.
- Juncus articulatus var. articulatus
- Juncus articulatus var. brachycarpus (Trab.) Maire
- Juncus articulatus var. cuspidatus (Brenner) Maire
- Juncus articulatus var. fluitans Wahlenb.
- Juncus articulatus var. hylandri Hämet-Ahti
- Juncus articulatus var. lindhardii (Wiinst.) Wiinst.
- Juncus articulatus var. littoralis Patze, E. Mey. & Elkan
- Juncus articulatus var. maritimus (G. Mey.) G. Mey.
- Juncus articulatus var. nigrescens Lindem.
- Juncus articulatus var. obtusatus Engelm.
- Juncus articulatus var. pallescens Lindem.
- Juncus articulatus var. pelocarpus (E. Mey.) A. Gray
- Juncus articulatus var. setiformis Patze, E. Mey. & Elkan
- Juncus articulatus var. stolonifer (Wohll.) House
- Juncus articulatus var. subalpinus Borbás
- Juncus articulatus var. sylvaticus L.
- Juncus articulatus fo. alpicola (Asch. & Graebn.) Sóo
- Juncus articulatus fo. alpigenus (Schur) Sóo
- Juncus articulatus fo. articulatus
- Juncus articulatus fo. macrocarpus (Döll) Sóo
- Juncus articulatus fo. natans (Glück) Sóo
- Juncus articulatus fo. pauciflorus (Sond.) Sóo
- Juncus articulatus fo. stolonifer (Wohll.) Raymond
- Juncus articulatus fo. submersus (Glück) Sóo
- Juncus articulatus fo. subobtusatus (Asch. & Graebn.) Sóo
- Juncus articulatus fo. viridiflorus (Asch. & Graebn.) I. Grinţ.